# Eugenie Kain

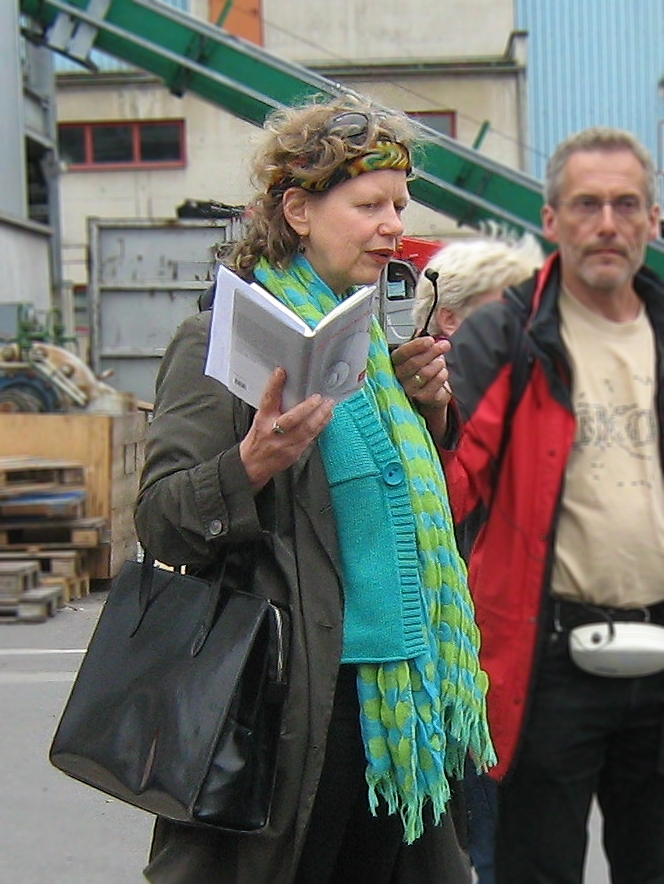
Eugenie Kain im Juni 2009

Eugenie Kain (* 1. April 1960 in Linz; † 8. Jänner 2010 ebenda) war eine österreichische Schriftstellerin.

## Leben
Eugenie Kain wurde 1960 in Linz als Tochter des Schriftstellers Franz Kain geboren. Nach dem Schulbesuch begann sie ein Studium der Germanistik und der Theaterwissenschaften an der Universität Wien. Im Zeitraum von 1984 bis 1990 arbeitete Kain für die Tageszeitung Volksstimme und las regelmäßig als Autorin des Linken Worts am jährlichen Volksstimmefest. 1991 wurde ihre Tochter Katharina geboren. Von 1995 bis 1998 schrieb Kain im Zeitungsprojekt hillinger, 1996 arbeitete die Autorin an der Konzeption der Linzer Straßenzeitung „Kupfermuckn“ mit, von 1999 bis 2008 beteiligte sie sich mit Beiträgen auf Radio FRO. Im Jahr 2003 leitete Kain eine Schreibwerkstatt für die Bewohner der vom Hochwasser betroffenen Gemeinde Mitterkirchen und 2005 eine Schreibwerkstatt für Obdachlose. Eugenie Kain veröffentlichte ihre Texte unter anderem im ORF, in Freien Radios sowie in zahlreichen Zeitschriften. Am 8. Januar 2010 starb sie an einer Krebserkrankung in ihrer Heimatstadt.

## Thematik
Eugenie Kain thematisierte in ihren Werken das Handeln von Personen in Grenzsituationen und die Probleme von sozialen Randgruppen. Sie folgte in ihrem Schreiben sozialen und urbanen Bruchlinien. Aus einem kommunistischen Elternhaus stammend, fand Eugenie Kain ihren Weg in die KPÖ, welcher sie seit 1983 als Mitglied angehörte. Auch ihr politisches Engagement galt vor allem dem Kulturbereich und der kritischen Auseinandersetzung mit den sozialen Verhältnissen, wie etwa mit ihren Beiträgen für „Café KPÖ“, die seit 2004 erscheinende linke Zeitschrift für Oberösterreich. So erinnerte sich die Erzählerin des Buches Flüsterlieder, dass ihre Familie am ersten Sonntag im Mai nie Muttertagsausflüge wie andere Familien unternahm, sondern in das KZ Mauthausen fuhr, um dort an der Gedenkveranstaltung für die Opfer des Nationalsozialismus teilzunehmen.

## Werk

### Einzelpublikationen
- Schneckenkönig. Erzählungen. Otto Müller Verlag, Salzburg 2009.
- Flüsterlieder. Erzählung. Otto Müller Verlag, Salzburg 2006.
- Hohe Wasser. Erzählungen. Otto Müller Verlag, Salzburg 2004.
- Man müsste sich die Zeit nehmen, genauer hinzuschauen. Franz Kain und der Roman „Auf dem Taubenmarkt“ Edition philosophisch-literarische Reihe, Linz 2002.
- Atemnot. Roman. Resistenz Verlag, Wien Linz 2001.
- Sehnsucht nach Tamanrasset. Erzählungen. Resistenz Verlag, Linz, Wien 1999.
- Hg: Nicht nur der Himmel hat geweint. Hochwassergeschichten aus Mitterkirchen. Edition Geschichte der Heimat, Grünbach 2003.

### Anthologien
- Hinter dem Niemandsland, Edition Sandkorn, Verlag
- Geschichte der Heimat 2003; Europa erlesen: Oberösterreich, Wieser Verlag 2005
- Oberösterreich erlesen, Wieser 2004
- Nah und Fremd. Ein Österreichisches Lesebuch, Folio Verlag 2005
- Der Kobold der Träume, Picus 2006
- Linz literarisch, Bibliothek der Provinz 2007
- Linz erlesen, Wieser 2009
- Linz.Randgeschichten, Picus 2009
- Selbstporträt, Edition Das fröhliche Wohnzimmer, Wien 2009

## Auszeichnungen
- 1982 Max-von-der-Grün-Preis
- 2003 Buch.Preis für Atemnot
- 2004 Werkzuschuss aus dem Jubiläumsfonds der Literar-Mechana
- 2004 Buchprämie des Bundeskanzleramtes für Hohe Wasser
- 2005 Stipendiatin des Landes Oberösterreich in der Villa Wittgenstein/Stonborough in Gmunden
- 2006 Österreichischer Förderungspreis für Literatur
- 2007 Kulturpreis des Landes Oberösterreich für Literatur
- 2008 Stipendiatin des Kantons Thurgau[1]